# Haplotip
Haplotip u genetici je kombinacija alela (DNK sekvenci) na susednim lokacijama (lokusima) na hromozomu koji se prenose zajedno. Haplotip može da bude jedan locus, nekoliko lokusa, ili celokupni hromozom u zavisnosti od broja rekombinacija koje su se odvile između datog seta lokusa.
U drugom značenju, haplotip je set jednonukleotidnih polimorfizama (SNP-ova) u jednom hromozomu iz hromozomskog para koji su statistički asocirani. Smatra se da te asocijacije, i identifikacija nekoliko alela haplotipnog bloka, mogu nedvosmisleno da identifikuju sva druga polimorfna mesta u datom regionu. Takva informacija je veoma korisna u ispitivanju genetičke osnove bolesti, i bila je istraživana za ljudsku vrstu o okviru Međunarodnog HapMap projekta.
Mnoge kompanije za genetičko testiranje koriste termin 'haplotip' za označavanje individualne kolekcije kratkih tandemnih ponavljanja (STR) alelnih mutacija unutar genetičkog segmenta, dok se termin 'haplogrupa' koristi za SNP/polimorfizam jedinstvenih osobina (UEP) mutacije koje označavaju grupu kojoj kolekcija potencijalnih haplotipa pripada.
Specijalizovana primena termina haplotip je za označavanje gena koji se ne rekombinuju i nemaju svoj par na drugom hromozomu. Svi takvi geni na Y hromozomu i mitohondrijskoj DNK (mtDNK) se nazivaju haplogrupama. Analize gena na Y hromozomu i gena mitohondrijske DNK, zajedno sa utvrđivanjem vremena i mesta njihovog ispoljavanja, omogućuju izvođenje zaključaka o mestima i periodima seoba današnjeg stanovništva. Te informacije pomažu u razumevanju istorije događaja, migracija stanovništva, brojnosti i  genetičkog porekla populacija. Y hromozom s genima koji se ne rekombinuju imaju samo muškarci, te se on prenosi se sa oca na sina. Mitohondrijski geni ne podležu rekombinuciji i nasleđuju se samo od majke. Širenje Y hromozomnih i mitohondrijskih haplogrupa se može znatno razlikovati tokom dužeg istorijskog perioda.

## Spoljašnje veze
- Архивирано на веб-сајту  (6. август 2020)
- Архивирано на веб-сајту  (16. април 2014)